# Südöstlicher Mausmaki
Der Südöstliche Mausmaki (Microcebus manitatra) ist eine Primatenart aus der Gattung der Mausmakis innerhalb der Gruppe der Lemuren. Sie kommt in einem kleinen küstennahen Feuchtwaldgebiet in der Nähe von Tolagnaro in der Region Anosy, an der Südostküste Madagaskars vor. Sie gehört zum Microcebus murinus-Artenkomplex, das Verbreitungsgebiet des Südöstlichen Mausmakis ist von dem des an der madegassischen Westküste vorkommenden Grauen Mausmakis (M. murinus) jedoch durch das Gebiet der madegassischen Dornwälder, Lebensraum des Graubraunen Mausmakis (M. griseorufus), getrennt. Die Beschreibung der neuen Mausmakiart erschien im April 2016. Etwas weiter östlich kommt eine weitere, im April 2016 neu beschriebene Mausmakiart vor, Ganzhorns Mausmaki (M. ganzhorni).

## Merkmale
Der Südöstliche Mausmaki gehört zu den größeren Mausmakiarten und erreicht eine Gesamtlänge von 27 bis 28 Zentimetern, wobei der dicht mit kurzen Haaren bedeckte Schwanz 15 Zentimeter lang wird. Die Hinterfüße sind mit 3,3 cm relativ kurz, die Ohren mit 25 bis 26 mm eher lang. Das Rückenfell und die Oberseite des Schwanzes vom Südöstlichen Mausmakin sind einheitlich graubraun. Das Bauchfell ist graubeige mit einer dunkelgrauen Unterwolle. Verglichen mit dem Grauen Mausmaki ist der Südöstliche Mausmaki etwas kleiner. Der Graue Mausmaki hat einen graubraunen Rücken mit einem rotbraunen bis zimtfarbenen Mittelstreifen und ein beiges bis graues Bauchfell. Der Holotyp des Südöstlichen Mausmakis hat ein Gewicht von 58 g. Sein Schädel ist 32,7 mm lang, 20,3 mm breit (von Jochbein zu Jochbein) und 15,4 mm hoch. Die Backenzähne haben eine Länge von 1,7 mm.
Über die Lebensweise dieser neuentdeckten Art ist noch sehr wenig bekannt. Wie alle Mausmakis dürfte sie nachtaktiv sein und sich vorwiegend auf den Bäumen aufhalten. Mausmakis sind generell Allesfresser, die sich vorwiegend von Früchten und Insekten ernähren.